# Erich Rothacker
Erich Emil Rothacker (Pforzheim, 12 de março de 1888 - Bona, 10 de agosto de 1965) foi um filósofo e sociólogo alemão.

## Carreira acadêmica
Criado em Pforzheim e Nápoles, Erich Rothacker recebeu sugestões para iniciar sua carreira nas ciências humanas por Hermann Schneider, professor de filosofia em Leipzig. Após se formar na escola secundária, passou por diversas universidades. Seus estudos iniciais foram realizados em filosofia, história e medicina em Munique, realizando viagens de estudo nas cidades de Kiel, Estrasburgo e Tubinga. Em 1911, Rothacker obteve seu doutorado na Universidade de Tubinga com um trabalho sobre o historiador Karl Lamprecht, orientado por H. Maier. Com este mesmo professor, o autor se habilitou em filosofia pela Universidade de Heidelberg, onde se tornou professor em 1924, sendo chamado para a Universidade de Bonn quatro anos mais tarde. A obra de Rothacker é lembrada por sua abordagem específica da antropologia filosófica como metodologia para as humanidades. Influenciado pelos trabalhos de Max Scheler, Jakob von Uexküll e Helmuth Plessner, Rothacker desenvolveu a sua própria perspectiva.

## Obra
- 1912 - Sobre a possibilidade e o rendimento de uma historiografia genética no sentido de Karl Lamprecht (Über die Möglichkeit und den Ertrag einer genetischen Geschichtsschreibung im Sinne Karl Lamprechts)
- 1920 - Introdução às humanidades (Einleitung in die Geisteswissenschaften)
- 1934 - Filosofia da história (Geschichtsphilosophie)
- 1934 - Culturas como estilos de vida (Kulturen als Lebensstile)
- 1937 - A essência da criatividade (Das Wesen des Schöpferischen)
- 1938 - As camadas de personalidade (Die Schichten der Persönlichkeit)
- 1942 - Problemas da antropologia cultural (Probleme der Kulturanthropologie)
- 1944 - Humanos e História. Palestras e ensaios novos e velhos (Mensch und Geschichte. Alte und neue Vorträge und Aufsätze)
- 1944 - A importância vital da filosofia (Die Kriegswichtigkeit der Philosophie)
- 1948 - O avanço de Scheler na Realidade (Schelers Durchbruch in die Wirklichkeit)
- 1953-54 - Antropologia Filosófica (Philosophische Anthropologie)
- 1954 - O pensamento dogmático nas humanidades e o problema do historismo (Die dogmatische Denkform in den Geisteswissenschaften und das Problem des Historismu)
- 1957 - Psicologia e Antropologia (Psychologie und Anthropologie)
- 1963 - Lembranças alegres (Heitere Erinnerungen)
- 1963 - Intuição e conceito (Intuition und Begriff)